# Elatostema kupeiense
Elatostema kupeiense es una especie de planta del género Elatostema, perteneciente a la familia Urticaceae.

## Taxonomía
Elatostema kupeiense fue descrita por Lily May Perry en 1951.

## Distribución
Se encuentra en el territorio de Islas Salomón.